# Chứng thiếu mật
Chứng thiếu mật (Tiếng Anh: Acholia) là thiếu sót hoặc sự vắng mặt của dịch mật. Nó cũng có thể được gọi là chứng giảm tiết mật (hypocholia). Chứng thiếu mật là một rắc rối hiếm gặp của chức năng đường mật trong gan, dòng mật tiêu tan.

## Từ nguyên
Tiếng Hy Lạp cổ đại: a + chole (không có mật).

## Nguyên nhân
Tình trạng ít, không mật được tiết, đường tiêu hoá tắc nghẽn. Chứng thiếu mật là dấu hiệu của nhiều bệnh, như viêm gan. Chứng thiếu mật làm cho màu phân phai.